# Holiday (テレビ番組)
『Holiday』（ホリデー）は、1981年4月5日から1982年3月28日までTBS系列局（北陸放送などを除く）で放送されていたTBS製作の音楽番組。日立製作所の一社提供。放送時間は毎週日曜 23:00 - 23:30 （日本標準時）。

## 概要
前番組『サウンド・イン"S"』でスポンサーを務めていたSEIKO（服部時計店、現・セイコーホールディングス）がスポンサーを降りたことから、日立がこの枠を譲り受けてスタートさせた後継番組。司会は伊東ゆかりで、彼女が音楽好きの著名人ゲストと音楽談義を繰り広げていた。
前番組と同様、ステレオ放送を実施していた。これに伴い、スポンサーの日立が家庭用の音声多重テレビやオーディオ機器の販売を行っていたことから、CMもステレオで放送された。
番組の終了後、日立は替わって水曜21:00枠に編成された『日立テレビシティ』のスポンサーに付いた。

## スタッフ
- 監修：前田憲男
- 構成：なかにし礼/田村隆、畑本健
- 音楽：前田憲男
- 演奏：高橋達也と東京ユニオン、クリエイトサウンド
- コーラス：コーラルエコー
- 振付：名倉加代子、家城比呂志
- 技術：三橋脩哉
- TD：水越俊之
- 映像：佐藤賢二郎
- カラー調整：大泉新介
- 照明：高橋寛
- 音声：和田英雄
- 音響効果：平田研音
- 美術制作：和田一郎
- 美術デザイン：三原康博
- 演出：島津剛史
- 制作・プロデューサー：渡辺正文
- 製作著作：TBS